# Chaudandi
Chaudandi (en népalais : चौदण्डी) est un comité de développement villageois du Népal situé dans le district d'Udayapur. Au recensement de 2011, il comptait 3 882 habitants.